# Milenko Radomar Vesnić
Milenko Radomar Vesnić   (Dunišiće, 13 de febrer de 1862 - París, 15 de maig de 1921), fou un diplomàtic i polític serbi.
Va estudiar el Dret fins a 1888, a Belgrad, Múnic, Leipzig, París i Londres; el 1890 fou nomenat agregat del ministeri de Negocis estrangers de Sèrbia, i el 1891 secretari d'ambaixada a Constantinoble. A finals de 1891 fou nomenat suplent de la càtedra de dret civil a l'Escola Superior de Belgrad, obtenint-la en propietat el 1893. Des de fins d'aquest mateix any va exercir per espai d'un altre sencer la cartera de Cultes i Instrucció pública; el 1906 la de Justícia; el 1900 havia estat ambaixador Roma, i el 1904 i 1907 a París. Mentrestant va formar part de la Skupchina i va ser president de la mateixa. El 1913 va representar Sèrbia a la Conferència de Londres que va assegurar al seu país els beneficis de la victòria sobre Turquia i va representar també Sèrbia al tribunal d'arbitratge de La Haia, de la qual era individu permanent.
En esclatar la guerra europea seguia encara a l'ambaixada a París, càrrec que va continuar exercint en el transcurs de la mateixa. En constituir-se la Gran Sèrbia, la va representar a la Conferència de París, reunida per traçar les fronteres del nou Estat, i el 1920, el rei li va confiar la formació d'un Ministeri de coalició, però al cap de pocs mesos va esclatar una crisi: el monarca li va confirmar els poders per tal que pogués continuar les negociacions amb Itàlia i Iugoslàvia, que van tenir un feliç terme amb la signatura del Tractat de Rapallo (22 de novembre de 1921). No obstant això, les eleccions realitzades poc després li van ser desfavorables i va haver de cedir el lloc a Nikola Pašić, que el va nomenar de nou ambaixador a França, càrrec que exercia en morir.
Escrivia amb la mateixa facilitat que el seu propi els idiomes francès, italià i alemany, i va publicar:
- Die Blutrache bei den Südslawen (1889;
- La responsabilitat penal des del punt de vista de la ciència positiva, en serbi (1890);
- Le droit international dans les rapports des slaves méridionaux u moyen âge (París, 1896);
- Le Prince Michel Obrenovitch et ses idées sur la Confederation Balcanique (1900);
- Un italiano statico in Serbia (1903).